# Erasmo Carlos
Erasmo Esteves OMC (Rio de Janeiro, 5 de junho de 1941 – Rio de Janeiro, 22 de novembro de 2022), conhecido artisticamente como Erasmo Carlos, foi um cantor, compositor, ator, músico, multi-instrumentista e escritor brasileiro. Um dos pioneiros do rock no Brasil, nos anos 60 fez parceria com o cantor e compositor Roberto Carlos, compondo várias músicas juntos, que gravavam em seus discos em carreira solo.

## Infância e primeiros trabalhos
Filho de baianos, Erasmo nasceu no bairro da Tijuca,  zona norte do Rio de Janeiro. Sua mãe era solteira, e ele só veio a conhecer seu pai aos 23 anos de idade.
Seus primeiros trabalhos foram aos 10 anos, vendendo revistas usadas numa quitanda e rãs para botequins da vizinhança. Também vendia rolinhas ao primo Raul, para quem também trabalhou colando cartazes quando ele atuou como cabo eleitoral para um candidato a deputado.
Em 1957, para ajudar a mãe, que havia se separado do padrasto de Erasmo e trabalhava muito para pagar as contas, arranjou alguns empregos nos quais pouco durava, incluindo mostrador de imóveis (do qual foi demitido após o chefe descobrir que ele promovia festas nos imóveis cujas chaves possuía), auxiliar de almoxarifado numa loja DeMillus (no qual só compareceu no primeiro dia por não suportar o cansaço), office boy na Cerâmica São Caetano (de onde saiu após flagrar uma secretária e um diretor tendo um caso) e na ACESITA (de onde saiu após o flagrarem cochilando em serviço) e secretário num escritório de advocacia, de onde saiu após começar a desempenhar suas tarefas sem a dedicação do início.

## Carreira

### Primeiros trabalhos: anos 1950-60
Erasmo conhecia Sebastião Rodrigues Maia – que mais tarde ficaria conhecido como Tim Maia – desde a infância. Entretanto, a amizade só viria na adolescência, por meio do gosto de ambos pelo rock and roll.

Erasmo Carlos. Arquivo Nacional.

Em 1957, Tim Maia montou a banda The Sputniks, junto com Erasmo, Arlênio Lívio, Wellington Oliveira e Roberto Carlos. Após uma briga entre Tim e Roberto, o grupo foi desfeito. Wellington desistiu da carreira musical e o único remanescente era Arlênio, que, no ano seguinte, resolveu propor a Erasmo e a outros amigos da Tijuca – Edson Trindade (que tocou violão no grupo Tijucanos do Ritmo, em que Tim Maia tocava bateria) e José Roberto, conhecido como "China" – formarem o grupo vocal "The Boys of Rock".
Por sugestão de Carlos Imperial, o grupo passou a se chamar The Snakes e acompanhava tanto Roberto quanto Tim Maia em seus respectivos shows. Roberto precisava de uma letra para a canção "Hound Dog", sucesso na voz de Elvis Presley; Arlênio Lívio apresentou Erasmo a Roberto, afirmando que ele teria a letra, pois era um grande fã de Elvis. Roberto descobriu outras afinidades com Erasmo. Além de Elvis, ambos gostavam de Bob Nelson, James Dean, Marlon Brando, Marilyn Monroe e torciam para o Vasco da Gama.
Quando fazia parte do The Snakes, Tim Maia ensinou Erasmo a tocar violão. O The Snakes chegou a acompanhar o cantor Cauby Peixoto em sua inusitada passagem pelo rock, na gravação de "Rock and Roll em Copacabana", de 1957, e no filme "Minha Sogra é da Polícia" (1958), em que o cantor interpreta a canção "That's Rock" composta por Imperial. Nos tempos da juventude, também conheceu Jorge Ben Jor, na época conhecido como "Babulina", e Wilson Simonal, que também foi agenciado por Carlos Imperial.
Erasmo inicialmente se apresentava somente com seu primeiro nome, mas o via como pobre artisticamente. Tentou então adicionar o sobrenome Esteves, mas achou a combinação pior ainda, vendo-a como "espanholada" e lembrando de quando colegas de escola faziam trocadilhos do tipo "Erasmo esteve aqui". A convivência com Roberto Carlos e Carlos Imperial o fez se interessar por "Carlos", e a decisão foi tomada após ele ler num almanaque que tal nome era considerado especial pelos ocultistas, por suas letras remeterem a lideranças poderosas (C de Cristo, rei dos judeus; A de águia, rainha das aves; R de rosa, rainha das flores; L de leão, rei dos animais; O de ouro, rei dos metais; e S de Sol, rei dos astros).
Uma das primeiras tentativas de alcançar o sucesso foi com Roberto. Após ouvir o calipso "Marina", do cantor ítalo-belga Rocco Granata, Erasmo sugeriu criar uma versão em português com Roberto, uma vez que a canção era sucesso em todos os países onde era lançada. A ideia era apresentá-la ao diretor artístico da RCA Victor. Ao chegarem lá, descobriram que Cauby Peixoto havia tido a mesma ideia e desistiram. Roberto chegou a deixar um disco que havia lançado pela Polydor para apreciação, mas nenhum contrato foi feito e "Marina", com efeito, estourou na voz de Cauby.
Já como Erasmo Carlos, lançou um compacto que seria de grande sucesso, "O Terror dos Namorados", com a novidade do Órgão Hammond de Lafayette, que era seu amigo e da Turma do Bar Divino, na Tijuca. Com a chegada da bossa nova, Erasmo também se deixou influenciar pelo gênero. Roberto chegou a se tornar crooner cantando bossa nova, influenciado por João Gilberto. Nesse período, Erasmo compôs "Maria e o Samba", cantado por Roberto. Antes de seguir carreira solo, Erasmo fez parte da banda Renato e Seus Blue Caps. Participou, junto com Roberto Carlos e Wanderléa, do programa Jovem Guarda, onde tinha o apelido de "Tremendão".  Tentava se diferenciar de Elvis embora este fosse seu ídolo. Seus maiores sucessos como cantor nessa fase foram "Gatinha Manhosa" e "Festa de Arromba".
Em 1966, Erasmo compõe com Roberto o sambalanço "Toque o Balanço", gravado por Elza Soares.
Também em 1966, Erasmo, Eduardo Araújo e Carlos Imperial foram acusados de corrupção de menores, sendo, contudo, inocentados. Com o término do programa, entrou em crise, mas conseguiu se recuperar com a ajuda de seu parceiro Roberto Carlos e de sua esposa, Narinha. Nessa fase de transição fez sucesso cantando "Sentado à Beira do Caminho" e "Coqueiro Verde", primeiro samba-rock gravado por Erasmo. Roberto e Erasmo eram criticados por cantar e compor rock e de serem americanizados. Erasmo chegou a dividir um apartamento no bairro do Brooklin em São Paulo com Jorge Ben Jor, apontado como um dos criadores do estilo.
O disco Erasmo Carlos e os Tremendões já é um trabalho transitório na carreira do artista. O LP, de 1969, traz  interpretações muito peculiares de canções de compositores da MPB, como "Saudosismo", de Caetano Veloso e "Aquarela do Brasil", de Ary Barroso, lançada no filme Roberto Carlos e o Diamante Cor-de-rosa, em que Erasmo atua com Roberto e Wanderléa) e "Teletema" (canção originalmente interpretada por Regininha, sucesso por ter sido tema da novela Véu de Noiva, da Rede Globo), de Antônio Adolfo e Tibério Gaspar, além da primeira gravação de "Sentado à Beira do Caminho".

### Anos 70

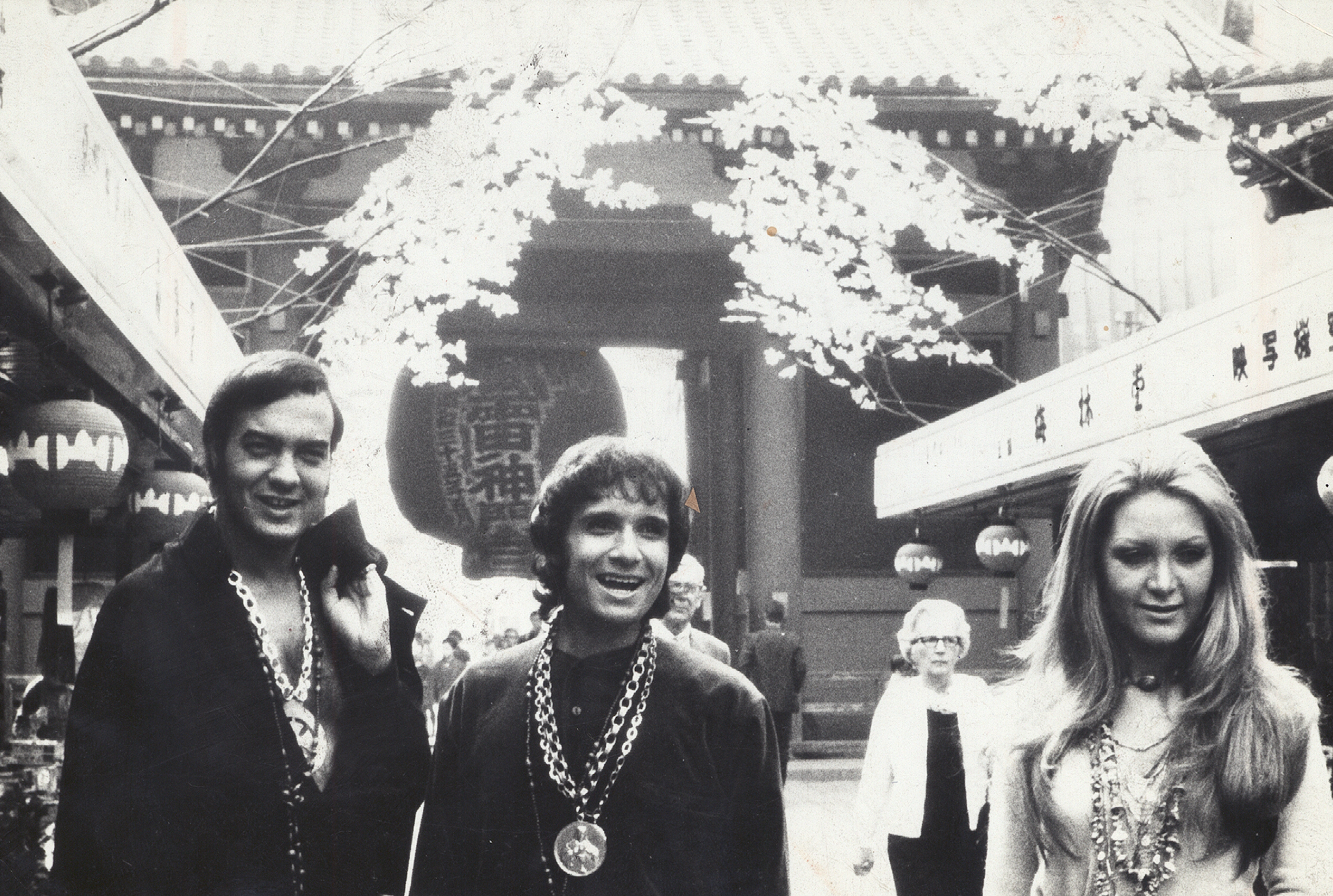
Erasmo Carlos, Roberto Carlos e Wanderléa no filme “Roberto Carlos e o diamante cor de rosa”, 1970. Arquivo Nacional.

Na década de 1970, Erasmo assina com a Polydor. A primeira metade da década mostra o Tremendão num estilo bem diferente da Jovem Guarda. Influenciado pela cultura hippie e pelo soul, lança Carlos, Erasmo em 1971. O disco, que abre com "De Noite na Cama", escrita por Caetano Veloso especialmente para ele, traz um polêmica ode à maconha.
O existencialismo prossegue em seus outros LPs dos anos 70: Sonhos e Memórias, Projeto Salva Terra e Banda dos Contentes. "Sou uma Criança, Não Entendo Nada", "Cachaça Mecânica" e "Filho Único" são algumas canções de destaque no período. Pelas Esquinas de Ipanema, seu LP de 1978 inclui uma impactante canção que denuncia o descaso do homem com a ecologia: "Panorama Ecológico".
Participou dos filmes Roberto Carlos a 300 Quilômetros por Hora (1971), de Roberto Farias; e Os Machões (1972), dirigido por Reginaldo Faria, que também atuou no filme. Em 1975 apareceu em show ao vivo no documentário Ritmo Alucinante, registro do festival de rock Hollywood Rock, realizado no mesmo ano, no Rio de Janeiro.

### Anos 80

Erasmo Carlos. Arquivo Nacional.

Erasmo Carlos começa os anos 80 com um projeto ambicioso. Erasmo Convida é um pioneiro projeto no Brasil. Foram doze canções interpretadas em dueto com artistas como Nara Leão, Maria Bethânia, Gal Costa, Wanderléa, A Cor do Som, As Frenéticas, Gilberto Gil, Rita Lee, Tim Maia, Jorge Ben e Caetano Veloso. A faixa de abertura do álbum foi a que teve maior destaque nas rádios: a regravação de "Sentado à Beira do Caminho", com a participação do parceiro Roberto Carlos nos vocais.
No ano seguinte, o LP Mulher tem uma grande repercussão com as canções "Mulher (Sexo Frágil)" (escrita com sua mulher, Narinha), "Pega na Mentira" e "Feminino Coração de Deus" (de Sérgio Sampaio). O sucesso na mídia, que continuou com Amar Pra Viver ou Morrer de Amor (1982), trouxe uma cobrança para Erasmo: assim como o parceiro Roberto Carlos (no auge do sucesso), ele deveria lançar um trabalho inédito todos os anos. "Lentinha, para tocar no rádio", como disse o cantor ao relembrar seus discos na época. Embora seja a década com mais lançamentos de trabalhos novos, Erasmo tem algumas ressalvas sobre os seus discos a partir da segunda metade da década - Buraco Negro (1984), Erasmo Carlos (1985), Abra Seus Olhos (1986) e Apesar do Tempo Claro... (1988). O disco de 1988 seria seu último na Polydor (selo da Polygram, mais tarde Universal Music).
Valendo-se ainda do filão engajado da pós-ditadura, cantou, ainda que numa participação especial diminuta, no coro da versão brasileira de "We Are the World", o hit americano que juntou vozes e levantou fundos para a África, ou USA for Africa. O projeto Nordeste Já (1985), abraçou a causa da seca nordestina, unindo 155 vozes num compacto, de criação coletiva, com as canções "Chega de Mágoa" e "Seca d'Água". Elogiado pela competência das interpretações individuais, foi, no entanto, criticado pela incapacidade de harmonizar as vozes e o enquadramento de cada uma delas no coro.
Erasmo participou de duas noites na primeira edição do Rock in Rio em 1985. A primeira foi no mesmo dia de Ney Matogrosso, Baby do Brasil & Pepeu Gomes, Whitesnake, Iron Maiden e Queen; nesta primeira apresentação, foi hostilizado pelo público colado no palco, mais voltado para o heavy metal, que vaiava, atirava objetos e gesticulava reprovação por seu som, algo que já haviam feito logo antes com Ney. Na apresentação seguinte, desta vez dividindo palco com Barão Vermelho, Gilberto Gil, Blitz, Nina Hagen, The B-52s e Yes, a recepção foi mais amistosa e positiva. Erasmo antes estava programado para tocar na mesma noite de AC/DC, Ozzy Osbourne e Scorpions, mas por conta da má experiência anterior, decidiram colocá-lo num dia com uma plateia potencialmente mais receptiva.
Em 1989 gravou o álbum ao vivo Sou uma Criança, com participações de Leo Jaime e dos grupos Kid Abelha e João Penca e Seus Miquinhos Amestrados, lançado pela pequena gravadora SBK.

### Anos 90
Nos anos 90, o trabalho de Erasmo apareceu de forma bissexta na canção. Além de sempre assinar com Roberto Carlos as canções feitas para seus discos anuais, ele lançou dois discos. Homem de Rua, lançado pela Sony Music em 1992, chegou a ter repercussão com a faixa-título, que fez parte da trilha da telenovela De Corpo e Alma, mas a canção era tema do personagem Bira de Guilherme de Pádua, que, ao lado da esposa Paula Thomaz, assassinou a atriz Daniella Perez, filha da autora da novela Glória Perez. Por conta desse acontecimento, Erasmo em respeito a atriz, nunca mais cantou essa música. Outra gravação de destaque foi "A Carta", que teve a participação de Renato Russo.
Em 1995, ele voltou a ter destaque nas comemorações dos trinta anos da Jovem Guarda, que rendeu discos e shows. No ano seguinte, Erasmo gravou o álbum É Preciso Saber Viver, com regravações de canções de seu repertório. O destaque foi para "Do Fundo do Meu Coração", dueto com Adriana Calcanhotto.
Em 26 de dezembro de 1995, sua ex-esposa Sandra Sayonara Saião Lobato Esteves, a Narinha, morreu de parada cardiorrespiratória, aos 49 anos, depois de ingerir cianeto. Narinha tinha uma ponte de safena e havia tentado o suicídio duas vezes. A primeira, com um tiro, e outra, ao ingerir uma alta dose de tranquilizantes. Narinha era paisagista e morava sozinha num apartamento em São Conrado, no Rio de Janeiro. O casal estava divorciado havia quatro anos, depois de um casamento de treze.

### Anos 2000

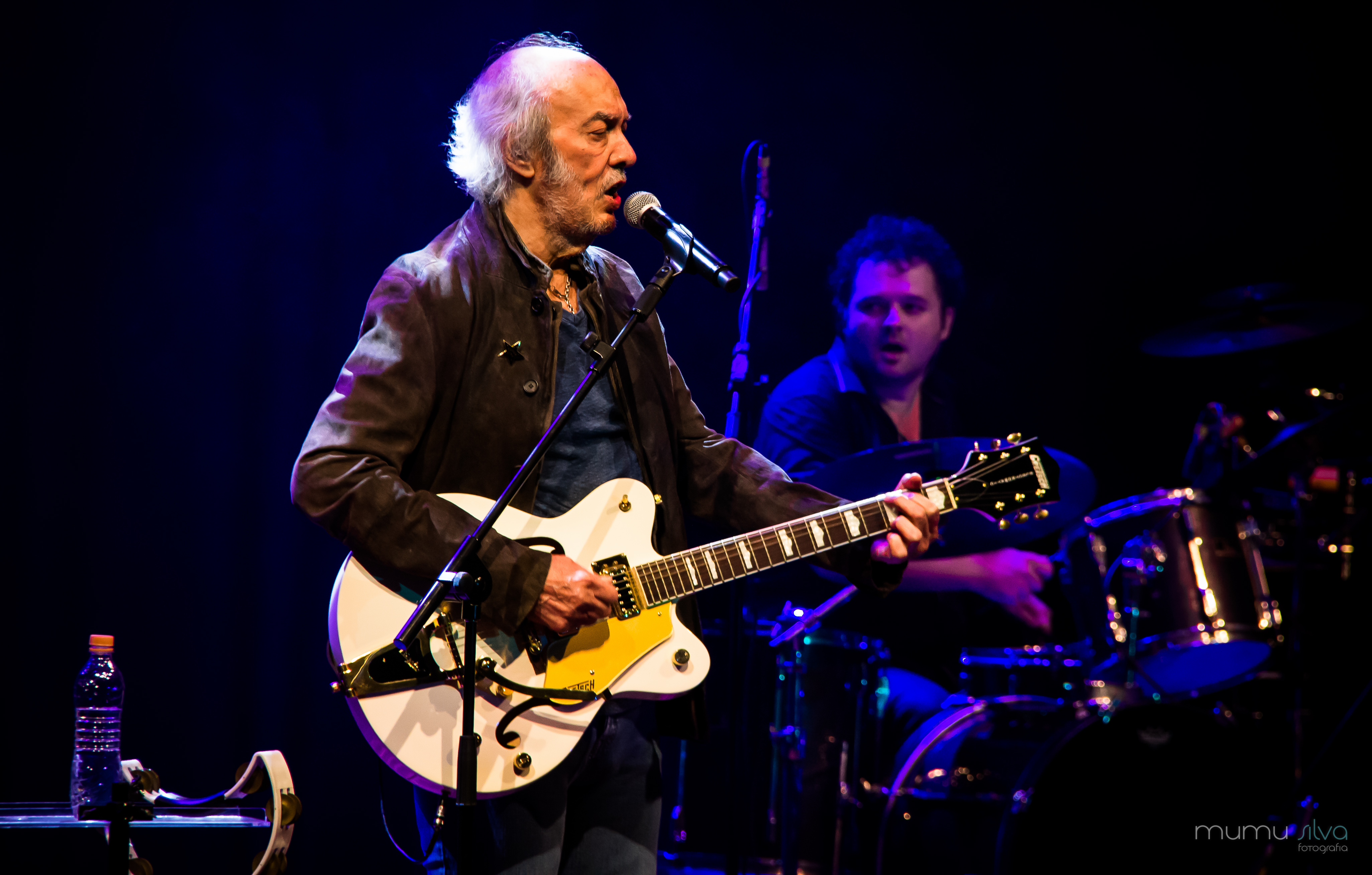
Erasmo Carlos durante show em 2016.

Somente em 2001, Erasmo voltaria a lançar um disco novo. Pra Falar de Amor traz interpretações dele para canções apenas suas, além de canções de Kiko Zambianchi e Marcelo Camelo. O destaque é "Mais um na Multidão", dueto com Marisa Monte e de autoria de Erasmo Carlos, Marisa Monte e Carlinhos Brown. No ano seguinte, ele lançou seu primeiro DVD ao vivo, além de um CD duplo.
No início de 2004, ele lançou seu trabalho mais autoral: Santa Música, com doze canções de autoria apenas de Erasmo Carlos. Além da faixa-título, destaca-se a faixa "Tim", feita em homenagem a Tim Maia. Em 5 de fevereiro de 2004, sua mãe Maria Diva Esteves faleceu aos 83 anos devido a complicações de diabetes e isquemia.
Em 2007, Erasmo novamente lançou um disco no qual recebe convidados. Erasmo Convida, Volume II apresenta novos encontros musicais em que Erasmo interpreta parcerias dele com Roberto. Adriana Calcanhotto, Lulu Santos, Simone, Marisa Monte, Milton Nascimento e as bandas Skank e Los Hermanos estão entre os convidados. A faixa de maior destaque nas rádios é "Olha", cantada com Chico Buarque, e tema da novela das 21 horas, Paraíso Tropical, da Rede Globo.
Também em 2007, Erasmo compôs a faixa de abertura de SóNós, o segundo disco-solo da vocalista do Kid Abelha, Paula Toller.
No dia 5 de junho de 2009, no dia em que completou 68 anos, Erasmo lançou, pela sua gravadora Coqueiro Verde, o CD Rock 'n' Roll, uma homenagem ao gênero que mais o influenciou, com doze composições próprias, sendo sete em parceria: Nando Reis (em "Um beijo é um tiro" e "Mar vermelho"), Nelson Motta (em "Chuva ácida" e "Noturno Carioca"), Chico Amaral (em "Noite perfeita" e "A guitarra é uma mulher"), e Liminha e Patrícia Travassos (em "Celebridade"). Destaque também para "Olhar de Mangá", na qual Erasmo cita nomes de 52 personalidades femininas (reais ou fictícias). A canção é inspirada nas expressões faciais usadas nos quadrinhos japoneses (os chamados mangás). No mesmo ano, publicou a autobiografia Minha Fama de Mau publicada pela Editora Objetiva. O livro seria adaptado em um filme homônimo em 2019, com Erasmo interpretado por Chay Suede.

### Anos 2010
Em 2010, Erasmo compôs, em parceria com Eduardo Lages e Paulo Sérgio Valle, um samba enredo para a GRES Beija-Flor, que anunciou um enredo sobre Roberto Carlos para 2011, porém o samba composto por Erasmo não passou nas eliminatórias. A canção escolhida foi "A Simplicidade de um Rei", que tem como um dos coautores, JR Beija-Flor, filho do intérprete da Escola, Neguinho da Beija-Flor.
Erasmo lançou um novo disco intitulado Sexo em agosto de 2011. Em 2013 a faixa "Além do Horizonte" foi tema da novela homônima das 19 horas, também da Rede Globo. Em 2014, é lançado Gigante Gentil, seu terceiro disco consecutivo só com músicas inéditas. O disco venceu o Grammy Latino de Melhor Álbum de Rock Brasileiro. Em 14 de maio de 2014, seu filho Alexandre Pessoal, também cantor e compositor, morreu aos quarenta anos de idade, vítima de morte cerebral causada por um acidente de moto em 7 de maio. Ficou em coma induzido, porém não resistiu ao tratamento e faleceu.
Em março de 2015, o deputado federal Tiririca foi condenado a pagar uma indenização a Erasmo e Roberto Carlos por parodiar a música O Portão, nas eleições de 2014. Em junho do mesmo ano, Erasmo lançou o DVD Meus Lados B, só com músicas "lado B" de seu repertório.
No dia 29 de agosto de 2018, Erasmo foi indicado ao Grammy Latino: Prêmio Excelência Musical da Academia Latina de Gravação. Já no dia 13 de novembro de 2018, em Four Seasons Hotel, em Las Vegas, foi homenageado e então recebeu o prêmio, insigne de "à excelência musical". Ganhou também o prêmio UBC em 9 de outubro em 2018, pela "União Brasileira dos Compositores", como o "compositor brasileiro do ano". Foi feita também uma homenagem em forma de documentário, em que vários artistas atuais e clássicos compareceram, como Gilberto Gil, Ludmilla, Ney Matogrosso, Johnny Hoocker, entre outros.
Seu álbum "... Amor É Isso" foi eleito o 10º melhor disco brasileiro de 2018 pela revista Rolling Stone Brasil, e um dos 25 melhores álbuns brasileiros do primeiro semestre de 2018, pela Associação Paulista de Críticos de Arte.
Em dezembro de 2019 lançou o EP Quem Foi Que Disse Que Eu Não Faço Samba..., dedicado a canções de samba, sambalanço e samba rock compostas ao longo de sua carreira.

### Anos 2020
Em 2020 assinou contrato com a Netflix para ser o protagonista no longa-metragem Modo Avião, juntamente com Larissa Manoela. Em fevereiro de 2021 lançou o álbum O futuro pertence à... Jovem Guarda, com oito canções dos anos 60. No mesmo ano, Erasmo estabeleceu parcerias com os irmãos Supla e João Suplicy, que haviam restabelecido a banda Brothers of Brazil, com o rapper Emicida  e com o cantor Tim Bernardes na canção Praga, gravada por Alaíde Costa.
Em 17 de novembro de 2022, cinco dias antes de falecer, Erasmo ganhou mais um Grammy Latino na categoria "Melhor Álbum de Rock ou de Música Alternativa em Língua Portuguesa" pelo álbum O Futuro Pertence à... Jovem Guarda.
Em 3 de maio de 2024 foi lançado um álbum de estúdio póstumo, Erasmo Esteves, com a participação de Gaby Amarantos, Marina Sena, Rubel, Emicida, Tim Bernardes, Russo Passapusso, Xênia França, Chico Chico, Jota.pê, Teago Oliveira e Sebastião Reis. Com produção de Marcus Preto e Pupillo.

### Morte
Erasmo Carlos morreu no dia 22 de novembro de 2022, no Rio de Janeiro, em um hospital na Barra da Tijuca, um dia após ser internado. A causa da morte foi uma paniculite complicada por sepse de origem cutânea.
De acordo com o jornal Metrópoles, estima-se que Erasmo Carlos tenha deixado uma herança de R$ 25 milhões.

### Prêmios e homenagens póstumas
Um dia após seu falecimento, o prefeito do Rio Eduardo Paes publicou decreto alterando o nome do Largo da Segunda-Feira, localizado na Tijuca, passando a se chamar Largo da Segunda-Feira Erasmo Carlos.
No dia 27 de fevereiro de 2023, Erasmo recebeu postumamente o Prêmio United Earth Amazônia, também concedido a Roberto Carlos. Intitulado Prêmio Nobel Verde, reconheceu o conjunto de músicas que já demonstravam preocupação com a ecologia, quando o tema era ainda pouco comentado, tais quais Panorama Ecológico, O Progresso, As Baleias e Amazônia. Roberto Carlos interpretou a canção Amazônia na cerimônia. O filho de Erasmo, Leonardo Esteves, também compareceu para representar o pai falecido havia três meses e fez um discurso.
Dois Espaços de Desenvolvimento Infantil (EDI) foram inaugurados pela Secretaria Municipal de Educação do Rio (SME) no dia 23 de março de 2023 no bairro Santa Cruz, Zona Oeste do Rio, contando com a presença da viúva do cantor. Um deles foi batizada com o nome de Erasmo Carlos e o outro recebeu o nome de Gal Costa. Os dois artistas morreram em novembro do ano anterior.
"Erasmo Esteves" é o trigésimo álbum de estúdio e primeiro álbum póstumo iniciado por Erasmo em 2022, antes de falecer e continuado por seus filhos, Léo Esteves e Gil Eduardo em 2024, o disco homenageia o legado de Erasmo Carlos com vozes da nova geração da MPB.

## Filmografia

### Cinema
| Ano  | Título                                    | Papel         | Nota                                                                  |
| ---- | ----------------------------------------- | ------------- | --------------------------------------------------------------------- |
| 1970 | Roberto Carlos e o Diamante Cor-de-rosa   | ele mesmo     |                                                                       |
| 1971 | Roberto Carlos a 300 Quilômetros por Hora | Pedro Navalha |                                                                       |
| 1972 | Os Machões                                | Teleco        | Erasmo foi vencedor do Troféu APCA como melhor coadjuvante masculino. |
| 1984 | O Cavalinho Azul                          | Cowboy        |                                                                       |
| 2018 | Paraíso Perdido                           | José          |                                                                       |
| 2020 | Modo Avião                                | Germano       | Filme Original Netflix                                                |

## Discografia
Álbuns de estúdio
- 1965 - A Pescaria
- 1966 - Você Me Acende
- 1967 - O Tremendão
- 1967 - Erasmo Carlos
- 1968 - Erasmo Carlos
- 1970 - Erasmo Carlos e os Tremendões
- 1971 - Carlos, Erasmo
- 1972 - Sonhos e Memórias - 1941/1972
- 1974 - 1990 - Projeto Salva Terra!
- 1976 - Banda dos Contentes
- 1978 - Pelas Esquinas de Ipanema
- 1980 - Erasmo Carlos Convida...
- 1981 - Mulher
- 1982 - Amar pra Viver ou Morrer de Amor
- 1984 - Buraco Negro
- 1985 - Erasmo Carlos
- 1986 - Abra Seus Olhos
- 1988 - Apesar do Tempo Claro...
- 1992 - Homem de Rua
- 1996 - É Preciso Saber Viver
- 2001 - Pra Falar de Amor
- 2004 - Santa Música
- 2007 - Erasmo Carlos Convida Volume II
- 2009 - Rock 'n' Roll
- 2011 - Sexo
- 2014 - Gigante Gentil
- 2018 - ...Amor é Isso
- 2019 - Quem Foi Que Disse Que Eu Não Faço Samba...
- 2022 - O Futuro Pertence à... Jovem Guarda
- 2024 - Erasmo Esteves

Ao vivo
- 1975 - Hollywood Rock (dividido com Raul Seixas, O Peso, Rita Lee e Tutti Frutti)
- 1989 - Sou uma Criança
- 2001 - Ao Vivo
- 2012 - 50 Anos de Estrada
- 2015 - Meus Lados B